# Mana (músico)
Mana (マナ, 魔名) (19 de março) é um músico, compositor, produtor, estilista e modelo japonês, e se tornou famoso por ter sido líder e guitarrista da banda Malice Mizer e por seu projeto solo Moi dix Mois. Também é reconhecido por ter sido um forte representante do movimento Lolita no Japão, popularizando-o. Mana produz suas guitarras em parceria com a ESP.
Os trabalhos de Mana não possuem um único gênero, uma vez que foi capaz de criar músicas pop para sua antiga banda Malice Mizer e para a vocalista e violoncelista Kanon Wakeshima, até músicas pesadas e fortes de metal, como faz para seu atual projeto solo Moi dix Mois.
Mana é constantemente citado por especialistas pela sua singularidade em seus trabalhos, tanto na música como na moda, fazendo sua grife Moi-même-Moitié ser uma das mais prestigiadas da moda Lolita no Japão.
O músico também é cercado de mistérios. Um deles é não falar em público, sempre fazendo uso de seus companheiros de banda para se expressar em entrevistas ou em shows, como Közi e Gackt quando no Malice Mizer e Seth e K (até sua morte) no Moi dix Mois, justificando que se comunica "através da música". Sabe-se também que tem 1,73m de altura e é o mais velho de três irmãos.

## Biografia

### Infância
Mana é o mais velho de três irmãos e seus pais eram professores de música, com sua casa cheia de instrumentos clássicos e sendo apresentado a este gênero quando ainda estava no útero de sua mãe, segundo o próprio. Mais tarde, o som seria uma marca do músico. Mana, apesar de silencioso e reservado atualmente, era um jovem enérgico que gostava de praticar esportes e jogar futebol e baseball com seus amigos na rua, e não gostou da ideia quando seus pais tentaram o ensinar a aprender tocar piano, dizendo que isso era para "meninas". Situação de surpresa, uma vez que Mana possui um estilo andrógino, e, quando participava do Malice Mizer, tanto dentro como fora dos palcos, vestia-se de mulher e, até hoje, também o faz para fotos da Moi-même-Moitié.
Desde a infância, Mana gostava de quadrinhos de terror e de contos de fadas, como João e Maria, e, mais tarde, incorporaria imagens de contos de fadas e de imagens mitológicas, como anjos e demônios, nas letras de suas músicas. O cenário de horror e mistério já era algo admirado por ele, como em entrevista que o músico deu com a vocalista Amy Lee da banda Evanescence:
"É realmente difícil dizer isso numa só palavra. Desde minha infância eu fui influenciado pelos filmes do oculto e vampiros, e também por filmes como 'La profesía'. Depois, meu pai foi professor de musica clássica, desde minha infância tive uma inclinação para a musica"— Mana em entrevista para a revista Fool's Mate
A pergunta "o que é humano", tema principal da sua antiga banda Malice Mizer, também teve suas raízes em sua infância por seu anime favorito “Youkai ningen Bem”, que tinha um clima obscuro e contava a história de três youkai, seres sobrenaturais que, apesar de sofrerem abusos dos humanos por causa de sua aparência, tentavam proteger a população humana e suas cidades, esperando um dia tornarem-se humanos em resposta ás suas boas ações.
Na escola, Mana ainda era um jovem enérgico e perdia o interesse nas coisas muito rapidamente. Os únicos assuntos pelos quais ele se interessava eram artes e esportes. Ele gostava de desenhar, especialmente figuras de ficção científica, e ganhou vários prêmios em competições de desenho. Ele também gostava de trabalhar com argila, e, mais do que criar, ele adorava destruir depois de pronto, pois achava que destruir algo que tem um formato fosse arte. Porém, em sua infância, o músico era uma pessoa muito tímida e lhe criava problemas. Ele odiava as aulas de música, pois as crianças tinham que cantar, uma por uma, na frente de toda a sala. Ele também não gostava de ser como os outros. Pouco antes de chegar ao ensino médio, ele entrou para um clube de artes no qual era o único membro. No ensino médio, ele não entrou para o time de baseball, como a maioria dos meninos fez, porque, como uma pessoa tímida, sentir todos os olhos voltados para si o deixava desconfortável. Ao invés disso, ele entrou para o time de handball, pois queria praticar um esporte que não fosse popular. Quando todos os estudantes compraram uma mochila que ele achava feia, ele usou uma parecida por algum tempo, mas logo a trocou por uma diferente. A atitude não-conformista que viria se tornar um tema chave em sua vida e em seu trabalho começava a aparecer.
Curiosamente, também foi na infância que Mana adquiriu uma leve claustrofobia. Em uma entrevista, o músico contou que tinha feito algo que não se lembra, e seu pai o trancou no armário como castigo por um longo tempo, fazendo com que hoje o músico tenha medo de lugares pequenos e viagens de avião.

### Adolescência
Em sua sétima série, o heavy metal ganhou popularidade, e logo ele se tornou um headbanger. O que mudaria sua timidez e de sua aparência comum foi assistir o seu primeiro show de rock, e da banda Mötley Crüe em Osaka, vendo os extravagantes membros da banda e seus fãs de cosplayers. A partir daí, Mana começou a experimentar com a maquiagem de sua mãe e transformou seu quarto em uma casa de shows provisória, cobrindo as paredes de lona preta, pintando esqueletos e pendurando um ponto de luz no teto.
Seus pais, por outro lado, não gostavam dessa paixão pelo rock/metal de Mana, e ficaram horrorizados com o estado de seu quarto. Ainda assim, o jovem músico tentou convencer seus pais a comprar uma guitarra e uma bateria do Tommy Lee, porém, ganhando apenas um violão que nunca tocou. Frustrado, o jovem comprou para si uma guitarria e tocava bateria o dia todo em seu quarto.
Seu primeiro projeto foi uma banda cover do Mötley Crüe, mas logo ele migrou para um som e uma atitude ainda mais rebeldes. No ensino médio ele foi apresentado ao Sex Pistols, e, percebendo que a necessidade de se expressar era maior que sua timidez, ele formou uma banda punk baseada na popular banda japonesa THE STAR CLUB. Eles alugaram centros comunitários e começaram a tocar ao vivo.
Mas não foram somente as raízes da música que começaram na adolescência de Mana, mas sim também as da moda. Para expressar seu espírito punk, que ele diz que ainda o inspira tanto musical como visualmente, ele adotou um visual totalmente punk. Mana deixou seus cabelos crescerem até os ombros e os tingiu de vermelho vivo ou rosa, fez um grande moicano e passou a usar botas de bico de aço e jaquetas de motoqueiro, que decorou com tachas e desenhos a caneta. É claro que, na época, como membro do time de handball, ele e seus companheiros de time apareciam nos jogos com cabelos espetados, orgulhosos de não se parecerem com os outros jogadores. Mais uma vez, seus pais não ficaram nada felizes. Como professores, eles não queriam que seu filho atraísse uma atenção negativa na escola, e pediram que ele mudasse seu visual. Porém, Mana continuou explorando seu recém descoberto interesse na moda. Ele customizou seu uniforme escolar forrando sua jaqueta com caxemira e adicionando bolsos, passou a colecionar catálogos de lojas que vendiam uniformes e a desenhar seus próprios uniformes escolares. Sua paixão por desenhar roupas acabaria levando Mana a abrir sua própria grife anos mais tarde.

### Após a escola até o MALICE MIZER
Depois de se formar no ensino médio, Mana se mudou para Osaka, onde entrou para uma escola musical e se uniu a uma banda punk chamada Girl’e, como guitarrista. A banda produziu duas demo tapes, a capa de uma delas tendo sido desenhada por Mana. O desenho mostrava os quatro membros da banda como personagens de desenho animado, e, no interior, um desenho do Gato Félix.
Mesmo performando com a música punk, o visual de Mana mudou muito desde a época de sua escola. Antes o músico odiava "coisas de menina", se descrevia como um “macho man” agressivo com uma atitude destrutiva e sentia uma raiva crescente contra o mundo, além de seu visual punk ser coberto com coturnos com bicos de ferro e cabelos moicano. Porém, após sua mudança para Osaka, Mana aparecia usando roupas femininas e batom, cabelos longos e soltos, exceto por algumas mechas decoradas com laços. Ele gostava de roupas femininas porque seus desenhos eram mais divertidos e variados do que o masculino, e então passou a usá-las tanto no palco como fora dele. Como nome de palco, ele escolheu o feminino Serina.
Com o passar do tempo, Mana percebeu que seu estilo musical e visual já não era compatível com o punk, e então procurou uma sonoridade que combinasse mais com sua mudança. Ele tinha levado algumas fitas de música clássica de seus pais para Osaka, e agora, após anos de indiferença, se pegou ouvindo-as quase que exclusivamente, especialmente as composições de Johann Sebastian Bach.  Ele também aumentou seu interesse pelo oculto e começou a colecionar filmes de terror. Suas trilhas sonoras estranhas e misteriosas o fascinavam, especialmente as da banda The Globin, nos filmes do diretor italiano Dario Argento. Ele montou uma nova banda, cujo com foi inspirado nas trilhas sonoras de filmes de terror e, em grau menor, pelo heavy metal, contando com guitarra, baixo e órgão Hammond. Eles lançaram uma demo tape, mas não ganharam muita atenção e acabaram se separando.
Mana abandonou a escola de música por suas regras rígidas sobre como devia soar a música, além de não ter grande interesse em aprender teoria musical, e sim querer descobrir como criar um som que refletisse sua personalidade. O músico, com um visual marcante, conseguiu emprego em um karaokê próximo de sua casa. O bar tinha um palco iluminado, fazendo o local se parecer com uma pequena casa de shows. Os clientes eram jovens membros de bandas que vinham cantar músicas ocidentais, e a maioria dos funcionários também eram membros de bandas. Um deles era Közi, co-fundador da banda Malice Mizer. Ele, que se descrevia como ‘muito comum’ na época, ficou impressionado com a aparência de Mana, mas achou que ele fosse uma boa pessoa, e os dois acabaram se tornando amigos. Eles descobriram que viviam no mesmo bairro, e Közi começou a passar o tempo na casa de Mana, surpreso com a quantidade de filmes de terror que seu novo amigo tinha.
Pouco tempo depois, os dois amigos foram convidados para ajudar a banda Matenrou, cujo guitarrista, Kenichi, trabalhava no karaokê. Közi entrou como segundo guitarrista e Mana ficou com o baixo. Nessa época ele já tinha trocado o nome Serina para Mana. Porém, eles eram apenas membros temporários, e quando o Matenrou se separou, cerca de seis meses depois, eles decidiram dar início à sua própria banda.

## MALICE MIZER
Mana já tinha pensado no som, visual e em usar elementos teatrais como parte das apresentações. Seu objetivo era combinar melodias de tristeza e beleza com a velocidade do rock/metal e vocais melódicos e fáceis de ouvir. Porém, ele não estava interessado no padrão comum de guitarrista principal e secundário com guitarras harmônicas no refrão. Ele queria trazer elementos clássicos à música, usando o som de guitarras gêmeas européias enquanto dois guitarristas tocam melodias diferentes que, juntas, se tornam a verdadeira parte de guitarra de uma música. Mas o mais importante para ele era que o som de sua banda fosse único e novo, não algo que fosse chamado disso ou daquilo.
Mesmo antes de Mana e Közi falarem de música ou da banda, eles costumavam ter conversas que requeriam pensamentos profundos, como o conceito do tempo, o que era o destino e se ele podia ser alterado e a questão do que significa ser humano. Eles falavam sobre essas coisas quase tão entusiasticamente quanto falavam sobre música, e às vezes passavam a noite acordados discutindo. A partir destas conversas, eles começaram a construir o conceito de sua banda com a questão “o que é humano?” como tema central. Os dois então escolheram o nome MALICE MIZER, baseado nas palavras francesas “malice”, que significa “malícia” e "maldade", e “mizer”, “tragédia” e "miséria". Ele queria expressar através da música o que há por trás dessa tragédia. Para ele, era como uma missão que devia ser cumprida. Ele até mesmo chegou a dizer que não gostava de si mesmo até se tornar um músico e sentia que finalmente havia encontrado o propósito de sua existência. Como baixista, eles recrutaram Yu~ki, ex-ZE:RO, que haviam conhecido quando ele se apresentou na mesma casa de shows que Matenrou. Logo, os três formavam o núcleo do Malice Mizer.
Logo após recrutaram Tetsu, ex-NERVOUS como vocalista, e Gaz, ex-DATURA, como baterista, logo subtituído por Kami, ex-Kneuklid Romance.
Foi na gravadora de Mana, a Midi:Nette, que o primeiro álbum da banda foi lançado.
Apenas alguns dias após o lançamento de Memoire DX, o vocalista Tetsu deixou a banda por não concordar com o conceito de incorporar coreografias e pantomimas às apresentações. A separação foi amigável os quatro membros da primeira formação permanecem amigos até hoje.
Algum tempo depois, por sugestões de um amigo em comum, Mana conheceu Gackt, ex-CAINS:FEELS em 1995, e, junto com Közi, passaram uma noite em Tóquio e decidiram que ele seria o novo vocalista da banda.
O visual de Mana se desenvolveu constantemente, junto com seu conceito, o músico sempre era “a menina”: uma empregada, prostituta, dominatrix ou garota inocente escravizada por um vampiro. Seus atributos o tornavam uma mulher bem convincente – uma vez que ele colocava um vestido, seu lado feminino dominava e ele se parecia com uma jovem. Raramente ele usava roupas unissex, como um uniforme militar.

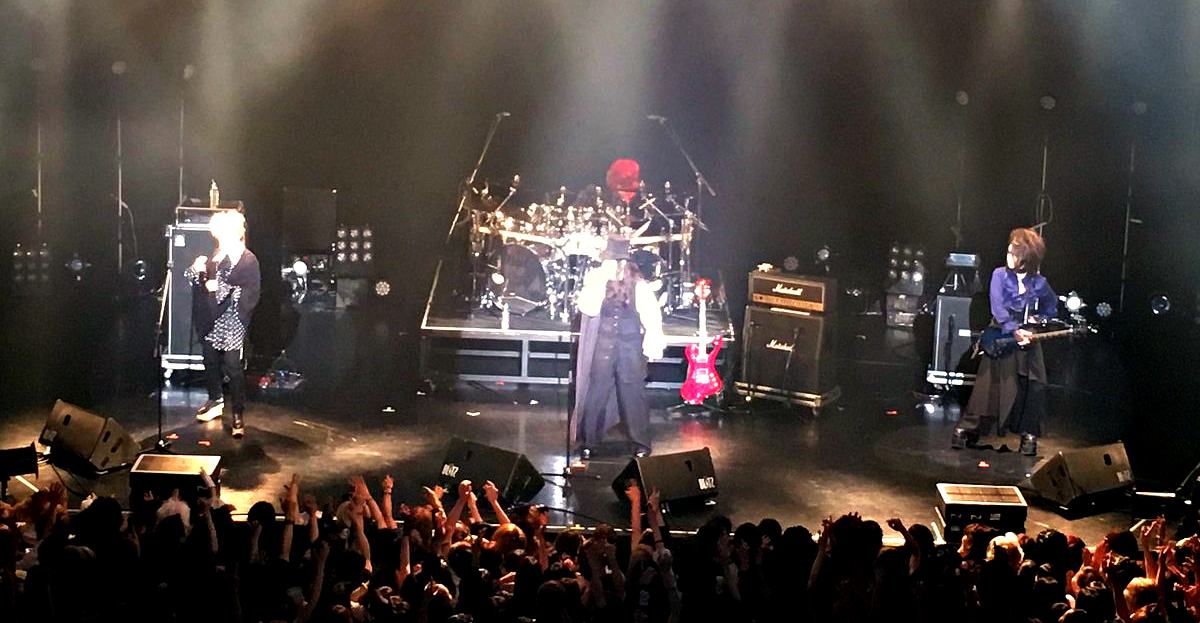
Mana, Közi e Yu~ki na Deep Sanctuary V

Malice Mizer se tornou uma banda muito popular no Japão, e também nesta época Mana construiu seu laço com o músico Kamijo, que era rodie da banda. Também nesta época Mana já se revelava uma pessoa próxima de DaDa, vocalista e líder da banda japonesa Velvet Eden, sendo que o último revelou que o guitarrista e ele iam para clubes de drag queens para praticar maquiagem, o que ajudou os dois em suas produções visuais nos palcos. Além disso, também revelou que deu um livro para Mana sobre coleções, o que fez com que o guitarrista se tornasse um colecionador e dificilmente joga fora suas coisas em sua casa. E também que, após o líder do Malice Mizer passar a não ter tempo pela popularidade crescente da banda, Mana teria sugerido a DaDa o início de um projeto, e o vocalista assim o fez.
Em 1999, Gackt anunciou a saída do Malice Mizer de forma não amigável. No mesmo ano, o baterista da banda foi encontrado morto em seu apartamento, o que fez com que Mana contratasse uma orquestra para a criação da música Sakai no chi to bara em sua homenagem, que, posteriormente, seria usada nas aberturas de shows da banda.
Após novo vocalista, o Malice Mizer ficou apenas um ano em atividades, entrando em hiatus indefinido no dia 11 de dezembro de 2001, após anos de muito sucesso.

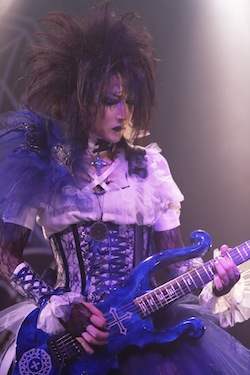
Mana na apresentação "Fragments of Philosophy - Prologue", a primeira da Le Dixieme Anniversaire Live Series

Ler mais em Malice Mizer

## Moi Dix Mois
No dia 19 de março de 2002, dia do seu aniversário, Mana anunciou oficialmente a formação do seu novo projeto solo, Moi dix Mois.
Quando o Moi dix Mois estava em seu começo, Mana percebeu que não teria apenas compor, mas, também, mixar e produzir a sua própria música. Para tanto, passou a estudar engenharia musicial e teoria da música acreditando que isso expandiria suas composições, mas logo desistiu da ideia. Para ele, o fato do desenvolvimento em suas músicas não poder ser explicado com teoria foi uma característica que as tornaram muito interessantes. Mana também acreditava que compor a partir dos seus sentimentos o ajudava a criar uma música que representasse a sua personalidade.
A imagem de Mana também mudou drasticamente com o início de seu projeto solo, passando do estilo em que era uma mulher lolita no Malice Mizer para a de um gótico andrógeno de face pálida, uma maquiagem obscura e dramática e cabelos negros e lustrosos que desafiavam a gravidade, que batia cabeça e brandia sua guitarra como se, após anos de procura, ele finalmente fosse capaz de viver sua fantasia de se tornar selvagem como um guitarrista de metal.
Ler mais em Moi dix Mois.

## Moi-même-Moitié

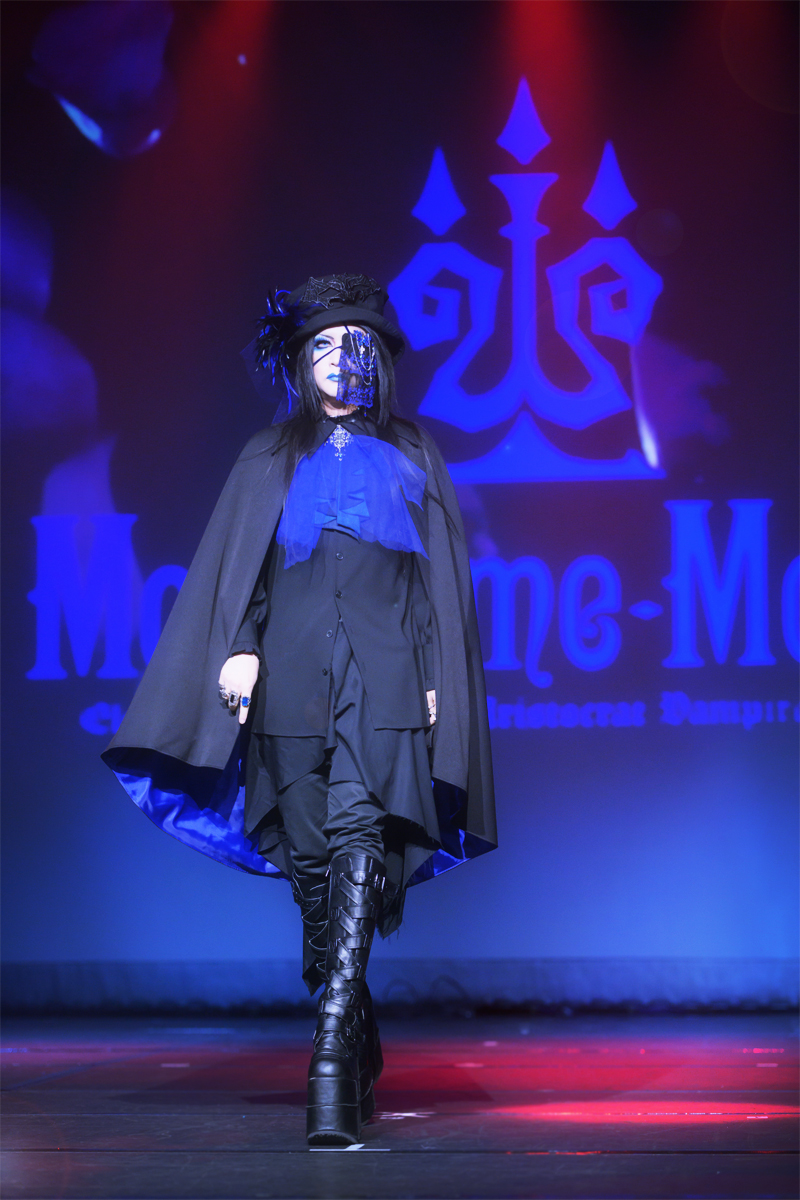
Mana em um desfile da Moi-même-Moitié na Anime Weekend Atlanta 2019

Criada em 1999, a Moi-même-Moitié nasceu para que Mana pudesse expressar suas afinidades em relação à moda Gothic Lolita, já existente no Japão desde a década de 1980. A grife, cujo nome tem um significado ególatra ("Minha mesma Metade"), possui apenas dois estilistas: o próprio Mana e Alice Kobayashi.
Com o slogan "Elegant Gothic Lolita Aristocrat Vampire Romance", Mana criou para si a visão pessoal dos estilos já existentes. Dessa maneira nasceu o Elegant Gothic Lolita e o Elegant Gothic Aristocrat. Atualmente, o site CD Japan exporta peças da grife, como acessórios (bolsas, jóias, luvas, etc) e roupas. Também há uma loja na França, intitulada "Harajuku", que vende peças de várias grifes japonesas, dentre elas, a Moi-même-Moitié.

## Produtor musical
Tendo estudado engenharia musical, Mana tnha procurado por muito tempo outras bandas para produzir junto com o Moi dix Mois. A primeira foi a dupla eletro Schwarz Stein, que atraiu a sua atenção em 2002 através de um artigo de revista. Olhando sua foto, ele sentiu que havia algo de especial neles, então pediu que enviassem uma fita demo. Sua música, que era totalmente digital e não usavam instrumentos acústicos, era completamente diferente da do Moi dix Mois. Contudo, Mana gostou do que ouviu e decidiu checar um de seus shows e depois visitá-los nos bastidores. Depois de assistir vários shows, ele lhes ofereceu um contrato com a gravadora, Midi:Nette. Eles ficaram sob seus cuidados até 2004, quando tanto o vocalista Kaya e o compositor e tecladista Hora decidiram iniciar carreiras solos. Durante este tempo, Mana produziu um álbum e dois singles para eles. Após o fim, Kaya continuou amigo de Mana frequenta os shows do Moi dix Mois. Em entrevista para a revista JamE, Kaya falou que o papel do guitarrista como produtor era mais como de conselheiro e que, com ele, aprendeu a ver a beleza em seus trabalhos.

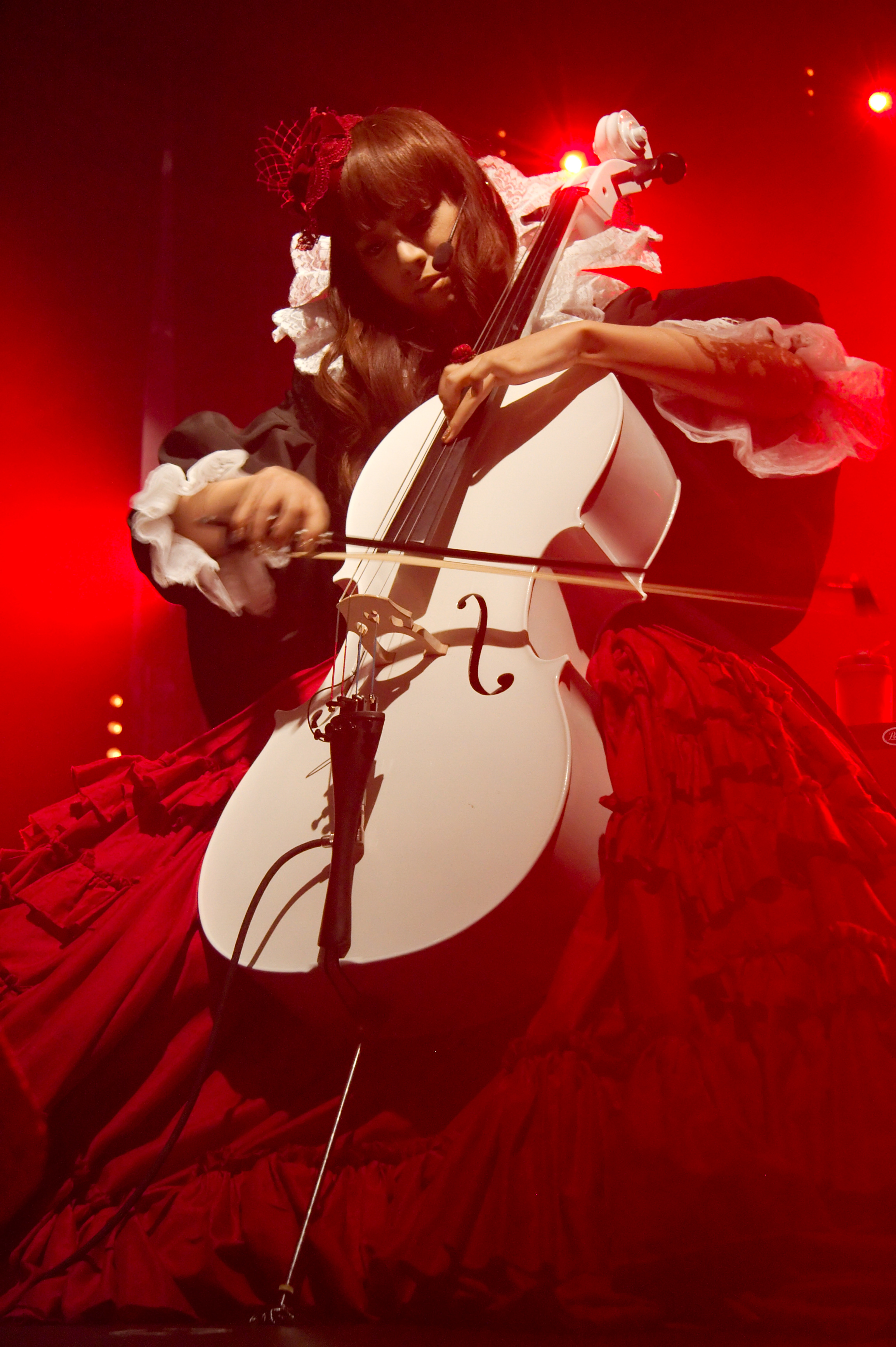
Cantora e violoncelista Kanon Wakeshima, produzida por Mana

Em 2007, um membro da gravadora major Sony Music Entertainment Japan convidou Mana para assistir um teste para jovens músicos tendo em vista a possibilidade de produzir um deles. Entre os finalistas ele escolheu a cantora e violoncelista clássica de 19 anos Kanon Wakeshima, e ficou intrigado pelo fato dela cantar enquanto tocava violoncelo, e concordou em ser seu produtor e principal compositor. Escolhendo um estilo pop eletrônico com influências góticas e clássicas, ele escreveu treze músicas para o seu álbum de estreia, Shinshoku Dolce, que foi lançado em fevereiro de 2009 no Japão, na Europa e nos EUA. Os dois singles, Still Doll e Suna no oshiro, foram usados como encerramentos do anime Vampire Knight. Ele também foi responsável pela sua imagem, para qual escolheu um visual lolita clássico que refletiu a sua paixão por doces e pela cor vermelha, bem como o conceito do seu álbum e os vídeos promocionais que acompanharam os dois singles. Mana também comprou o carrossel que decora a capa do seu álbum de estreia. Em fevereiro de 2009, ele a acompanhou até a França para ajudar a promover o Shinshoku Dolce, juntamente com o lançamento europeu do DVD do Moi dix Mois da recente turnê que tinha feito na Europa, bem como apresentá-la ao seu público internacional. Já para os não-conformistas, ele orgulhosamente informou que, mesmo tendo que apresentar formalmente seus trabalhos aos executivos da Sony, ele nunca comprometeu suas ideias e nunca vestiu um terno. Seus esforços foram recompensados quando Kanon Wakeshima foi eleita a melhor estreante de 2009 pela revista americana de anime Shoujo Beat, tendo recebido 45% dos votos.
Esta foi a primeira vez que Mana foi responsável por tudo, desde a criação da música até os arranjos e o visual, e ele achou uma ótima experiência de aprendizado. Eventualmente, Mana percebeu que teria que recuar um pouco em sua produção para encontrar tempo suficiente para trabalhar em sua própria banda. Porém, continuou como compositor principal de Kanon. Ele escreveu seis das treze músicas de seu segundo álbum, Shojo Jikakeno Libretto - Lolitawork Libretto, que foi lançado em julho de 2010, incluindo Toumei no kagi, que foi usada como tema do jogo online AVALON no kagi, e LOLITAWORK LIBRETTO -Storytelling by solita-, uma colaboração com a jovem cantora francesa Solita. Assim como o anterior, o novo álbum foi lançado no Japão, na Europa e nos EUA.